# Peter Gabriel (album 1977)
Peter Gabriel – pierwszy album studyjny Petera Gabriela nagrany po jego odejściu z zespołu Genesis i pierwszy z czterech albumów, które są nazwane jego imieniem i nazwiskiem. Zaraz po ukazaniu się tego wydawnictwa Gabriel udał się w trasę koncertową ze swoim siedmioosobowym zespołem.
Gabriel oraz producent albumu, Bob Ezrin zaprosili do udziału w nagraniu albumu wielu innych muzyków, m.in. gitarzystę Roberta Frippa z zespołu King Crimson.
Utwór pt. „Solsbury Hill" jest jednym z najsłynniejszych utworów Gabriela. Został napisany po odejściu z zespołu Genesis.
Album osiągnął 7. miejsce w Wielkiej Brytanii, a 38. w USA, często jest nazywany „Car” (auto, samochód) z powodu okładki.

## Lista utworów
Wszystkie utwory autorstwa Petera Gabriela, chyba że napisano inaczej.
Strona pierwsza:
| 1. | „Moribund the Burgermeister”       | 4:20  |
|    |                                    |       |
| 2. | „Solsbury Hill”                    | 4:21  |
|    |                                    |       |
| 3. | „Modern Love”                      | 3:38  |
|    |                                    |       |
| 4. | „Excuse Me” (Gabriel, Martin Hall) | 3:20  |
|    |                                    |       |
| 5. | „Humdrum”                          | 3:25  |
|    |                                    |       |
|    |                                    | 19:04 |
|    |                                    |       |
Strona druga:
| 1. | „Slowburn”                | 4:36  |
|    |                           |       |
| 2. | „Waiting for the Big One” | 7:15  |
|    |                           |       |
| 3. | „Down the Dolce Vita”     | 5:05  |
|    |                           |       |
| 4. | „Here Comes the Flood”    | 5:38  |
|    |                           |       |
|    |                           | 22:34 |
|    |                           |       |

## Muzycy
- Peter Gabriel – śpiew, instrumenty klawiszowe, flet poprzeczny, flet prosty
- Allan Schwartzberg – perkusja
- Tony Levin – gitara basowa, tuba
- Jimmy Maelen – instrumenty perkusyjne, kości
- Steve Hunter – elektryczna, akustyczna i rytmiczna gitara oraz gitara hawajska
- Robert Fripp – elektryczne i akustyczne gitary, banjo
- Józef Chirowski – instrumenty klawiszowe
- Larry Fast – syntezator, programowanie
- Dick Wagner – chórki oraz gitara solowa w utworach „Here Comes the Flood” i „Slowburn”
- London Symphony Orchestra w utworze „Down the Dolce Vita”
- Michael Gibbs - aranżacja orkiestry.